# Яришув (Любуське воєводство)
Яришув (пол. Jaryszów, нім. Gersdorf) — село в Польщі, у гміні Ясень Жарського повіту Любуського воєводства.
Населення — 191 особа (2011).
У 1975-1998 роках село належало до Зеленогурського воєводства.

## Демографія
Демографічна структура станом на 31 березня 2011 року:
|          | Загалом | Допрацездатний вік | Працездатний вік | Постпрацездатний вік |
| -------- | ------- | ------------------ | ---------------- | -------------------- |
| Чоловіки | 107     | 33                 | 69               | 5                    |
| Жінки    | 84      | 24                 | 48               | 12                   |
| Разом    | 191     | 57                 | 117              | 17                   |